# Nikolaj Semjonovič Artamonov
Nikolaj Semjonovič Artamonov (rusko Николай Семёнович Артамонов) sovjetski letalski častnik, vojaški pilot in letalski as, * 21. maj 1920, Nehljudovka, † 26. marec 1945.
Artamonov je v svoji vojaški karieri dosegel 18 samostojnih in 8 skupnih zračnih zmag.

## Življenjepis
Potem, ko je končal Moskovski letalski inštitut, je bil poslan na Vjaznikevsko vojnoletalsko šolo, ki jo je končal leta 1942.
Nato je bil dodeljen 193. lovskemu in 177. gardnemu lovskemu letalskemu polku.
Opravil je več kot 250 bojnih poletov s La-5 FN.

## Odlikovanja
- heroj Sovjetske zveze (19. avgust 1944)
- red Lenina
- red rdeče zastave (3x)
- red domovinske vojne 1. stopnje (2x)